# Woodlands (Santa Lucía)
Woodlands es una localidad de Santa Lucía que forma parte del distrito de Vieux Fort.